# Championnats du monde de semi-marathon 2010
Navigation
Championnats du monde 2009 Championnats du monde 2012
Les Championnats du monde de semi-marathon 2010 ont eu lieu le 16 octobre 2010 à Nanning, en Chine.

## Résultats

### Hommes
| Épreuves            | Or                                                    | Argent                                                   | Bronze                                              |
| Course individuelle | Wilson Kiprop 1 h 00 min 07 s                         | Zersenay Tadese 1 h 00 min 11 s                          | Sammy Kitwara 1 h 00 min 22 s                       |
| Par équipes         | Kenya Wilson Kiprop Sammy Kirop Kitwara Silas Kipruto | Érythrée Zersenay Tadese Samuel Tsegay Tewelde Estifanos | Éthiopie Lelisa Desisa Birhanu Bekele Asefa Mengstu |

### Femmes
| Épreuves            | Or                                                           | Argent                                           | Bronze                                        |
| Course individuelle | Florence Kiplagat 1 h 08 min 24 s                            | Dire Tune 1 h 08 min 34 s                        | Peninah Jerop Arusei 1 h 09 min 05 s          |
| Par équipes         | Kenya Florence Kiplagat Peninah Jerop Arusei Joyce Chepkirui | Éthiopie Dire Tune Feyse Tadese Meseret Mengistu | Japon Yoshimi Ozaki Ryoko Kizaki Azusa Nojiri |

## Tableau des médailles
| Rang | Nation   | Or | Argent | Bronze | Total |
| ---- | -------- | -- | ------ | ------ | ----- |
| 1    | Kenya    | 4  | 0      | 2      | 6     |
| 2    | Éthiopie | 0  | 2      | 1      | 3     |
| 3    | Érythrée | 0  | 2      | 0      | 2     |
| 4    | Japon    | 0  | 0      | 1      | 1     |